# خط هاتف

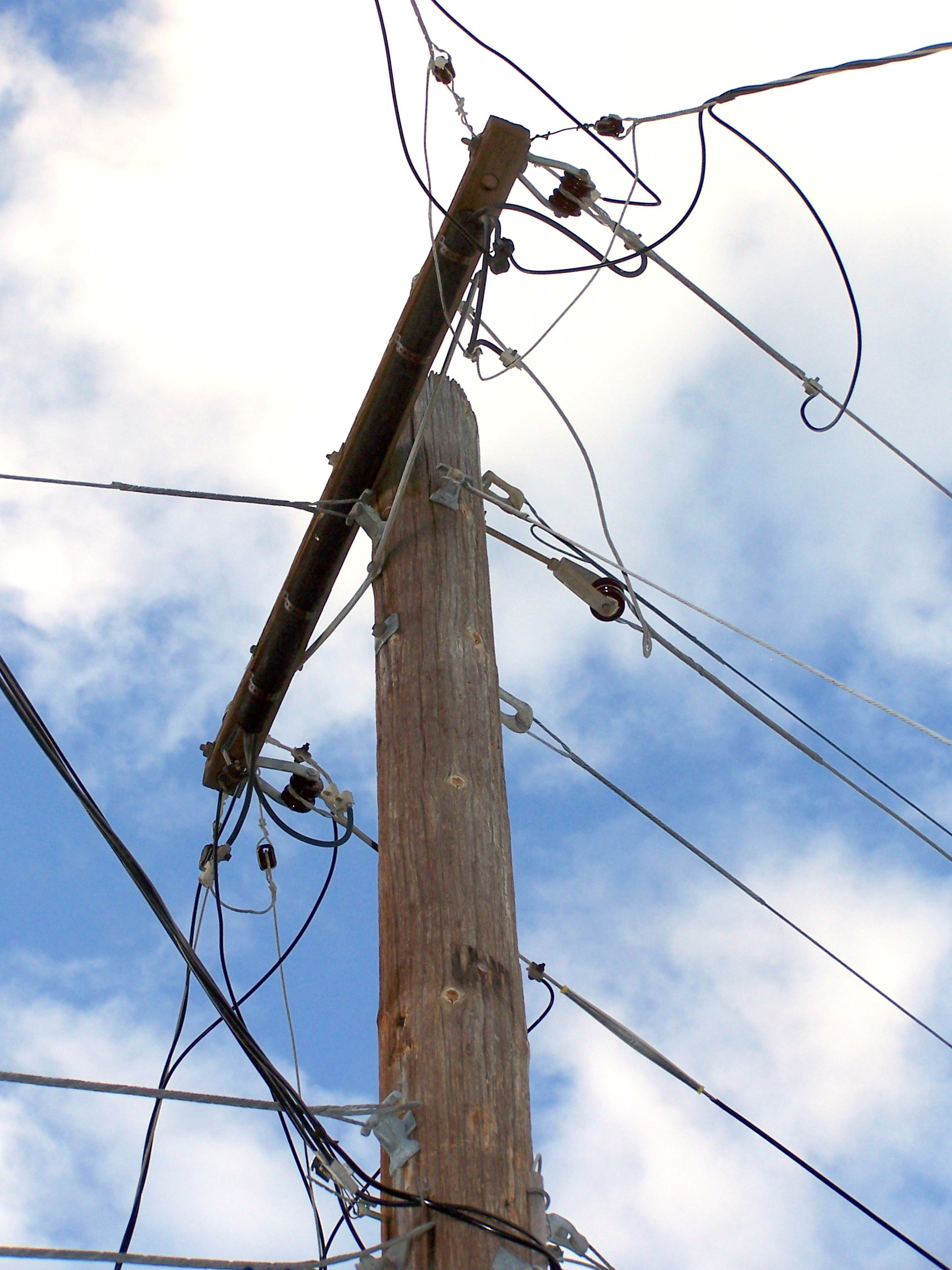
خط هاتف

خط الهاتف أو دائرة الهاتف (أو فقط خط أو دائرة حسب التعريف الصناعي) هي دائرة مستخدم وحيدةِ على نظام اتصالات هاتف.
نموذجياً يُشيرُ هذا إلى السلك الطبيعيِ أَو أي وسط آخر لإرسال الإشارات حيث يوصل جهازَ هاتف المستخدم بشبكة الاتصالات، ويتضمن عادة رقم هاتف وحيد لدفع الفواتير لذلك المستخدم.
في عام 1876 الخطوط الأولى للهاتف كانت عبارة عن أسلاك معدنية مفردة موصلة عبر هاتفَ واحد بشكل كهربائي مباشرة إلى آخرِ مع الأرضِ مشكلة دائرةَ العودةَ. لاحقاً في عام 1878 شركةِ هاتفِ بيل بَدأتْ بإسْتِعْمال دوائرِ محتوية على سلكين (الحلقةَ المحليّةَ) مِنْ كُلّ هاتف مستخدم إلى (مكاتب الانتهاء)التي أدّت عملية التحويل الكهربائي الضروري للسَماح لإشاراتِ الصوتِ بالإرسال إلى الهواتفِ الأكثرِ بُعداً.
هذه الأسلاكِ كانت نحاسية نموذجياً، بالرغم من أن الألمنيومِ أيضاً استعملَ، وحُمِلَ في الأزواجِ المتوازنةِ مفصولة مِن قِبل حوالي 25 سنتيمترَ على الأقطابِ فوق الأرضِ، ولاحقاً بينما زوج ملفوف يبرق. الخطوط الحديثة قَدْ تجري تحت الأرض، وقَدْ تَحْملُ إشاراتَ مناظرةَ أَو رقميةَ إلى التبادلِ، أَو لَرُبَّما لَها أداة التي تُحوّلُ الإشارةَ المناظرةَ إلى رقميةِ للإرسالِ على النظام الناقلِ.
في أكثر الحالات، سلكان نحاسيان (رأس وحلقة) لكُلّ خطّ هاتف من بيت أَو بناية صغيرة أخرى إلى بدّآلة هاتف محليّة. هناك صندوق توصيل مركزي للبنايةِ حيث الأسلاكِ التي تَذْهبُ لمخَابرة الهواتف في كافة أنحاء البنايةِ والأسلاكِ التي تَذْهبانِ إلى التبادلِ تَجتمعانِ ويُمْكِنُ أَنْ تُوصَلا في الترتيباتِ المختلفةِ تَعتمد على خدمة الهاتف المشتتركة. إنّ الأسلاكَ بين صندوقِ التوصيل والتبادل المعروف بالحلقةِ المحليّة، وشبكة الأسلاك التي تَذهبُ إلى تبادل، شبكة الوصولَ.

## أسلاك المعلومات
للمعلومات على توزيع الأسلاك لموصّلات الهاتف المُخْتَلِفة يمكن الرجوع إلى صاعق الهاتف.